# 첫 키스만 일곱 번째
《첫 키스만 일곱 번째》는 대한민국의 웹드라마이다.

## 줄거리
롯데면세점 직원인 여주인공이 7명의 매력남들과 펼치는 멜로에서 막장, 액션, 스릴러까지 블록버스터 로맨스 드라마.

## 등장 인물

### 주요 인물
- 이초희 : 민수진 역 (1-8회)
- 최지우 : 최지우 역 (1,7회)
- 이준기 : 이준기 역 (1-2회)
- 박해진 : 박해진 역 (2-3회)
- 지창욱 : 지창욱 역 (3-4회)
- 카이 : 카이 역 (4-5회)
- 옥택연 : 옥택연 역(5-6회)
- 이종석 : 이종석 역(6-7회)
- 이민호 : 이민호 역(8회)

### 그 외
- 김현정 : 선영 (동료1)
- 이청미 : 지영 (동료2)
- 이효주 : 여자친구 (1회)
- 서영삼 : 점장
- 노우진 : 치한 (3회)
- 이차윤 : 경찰1
- 김용태 : 경찰2

### 특별출연
- 김지훈 (1회)